# Progress M-50
Progress M-50 (ryska: Прогресс М-50) eller som NASA kallar den, Progress 15 eller 15P, var en rysk obemannad rymdfarkost som levererade förnödenheter, syre, vatten och bränsle till rymdstationen ISS. Den sköts upp med en Sojuz-U-raket från kosmodromen i Bajkonur den 11 augusti 2004 och dockade med ISS den 14 augusti. Efter att ha lastats ur och senare fyllts med sopor lämnade farkosten rymdstationen den 22 december 2004. Den brann som planerat upp i jordens atmosfär några timmar senare.

### Fotnoter
1. ↑  ”NASA Space Science Data Coordinated Archive” (på engelska). NASA. https://nssdc.gsfc.nasa.gov/nmc/spacecraft/display.action?id=2004-032A. Läst 1 mars 2020.
2. ↑  Manned Astronautics - Figures & Facts Arkiverad 10 oktober 2007 hämtat från the Wayback Machine., läst 15 juli 2016.